# Бурликський
Бурли́кський (рос. Бурлыкский) — селище у складі Біляєвського району Оренбурзької області, Росія.

## Населення
Населення — 679 осіб (2010; 818 у 2002).
Національний склад (станом на 2002 рік):
- росіяни — 59 %